# ベンポスタ子ども共和国
ベンポスタ子ども共和国（ベンポスタこどもきょうわこく、Benposta Venezuela）は、ヘスス・シルバ・メンデス(Jesús César Silva Méndez)神父が、エドワード・ジョゼフ・フラナガン神父の少年の町を手本として、1956年に自分の生まれた町、スペインのオレンセの町の貧しく、教育も受けず、職もない青少年たちのための自立支援の共同体として設立したもの。当初は、15人の若者が参加し、施設は少年の町（シウダー・デ・ロス・ムチャチョス）と呼ばれた。
この若者たちが、作った少年ホッケーチームが、全国大会で活躍し、そのメンバー全員が全国少年選抜チームに選ばれることになり、一躍社会的な知名度を増し、さまざまな援助の手が差し伸べられ、翌年、オレンセの町の7km郊外にある古いブドウ畑を買い取り、そこに移住、この畑の呼び名ベン・ポスタ（スペイン語で「良好な状態」）が、その後この少年の町の呼称になる。
その後、ベンボスタは、印刷所やプールを整備、セラノーバの修道院及び修道院学校を併合、サン・ペドロ・デ・ローカス修道院を再建したりして、教育の場も獲得し、またベンポスタ国際サーカス学校を設立すると共にサーカス団を編成。この外国巡業が、ベンポスタの経済収入のかなりの部分を賄っている。このサーカスに惹かれて世界各地からやってくる若者も増え、20ヵ国以上の国々から約2,000人の若者がやってきて、このベンポスタの自由民として活動している。住民となるには、15歳以下という条件がある。サーカスの他にも、自動車修理工場や手工芸品などさまざまな経済活動をしている。

## ベンポスタ・ベネズエラ
1990年、ベネズエラのロス・フライレスに、ベンポスタ・ベネズエラが発足。約2ヘクタールの土地に、そこには小学校、サーカスのクラス、「ベンポスタ銀行」と「ベンポスタ店」、子供たちの住居などがある。